# Цайдамотерии
Цайдамотериите (Tsaidamotherium) са изчезнали бозайници живели през периода миоцен (от преди 23 до 5,3 млн. години). Техни фосили са били открити в Китай, по-конкретно в басейна Цайдам (Qaidam) в Тибет. Тези създания са от семейство Кухороги (Bovidae). Цайдамотерий е бил около 90 cm в дължина.
Цайдамотерият има някои прилики с митичния еднорог. Имал е един рог, стърчащ от главата му, насочен напред. Съвместна китайско-шведска експедиция през 1927-1935 г. е открила фосили на Цайдамотерий и много други животни.
Шведският палеонтолог Болин му дава името Tsaidamotherium през 1935 г. Р.Л. Карол причислява Цайдамотерия в семейство Кухороги през 1988 г.

## Видове
- †T. hedini – Цайдамотерий
- †T. brevirostrum Shi, 2013